# Olivier Kapo
Olivier Kapo (Abidjan, 27 september 1980) is een Frans-Ivoriaanse voormalig profvoetballer die voornamelijk als aanvallende middenvelder speelde. In 2015 sloot hij zijn carrière af bij Korona Kielce in Polen. Hij speelde eerder clubvoetbal in onder meer Engeland en Italië.

## Interlandcarrière
Kapo speelde negen keer voor de nationale ploeg van Frankrijk, en scoorde drie keer in de periode 2002-2004. Hij maakte zijn debuut onder leiding van bondscoach Jacques Santini op zaterdag 7 september 2002 in de EK-kwalificatiewedstrijd in en tegen Cyprus (1-2). Kapo viel in dat duel na 79 minuten in voor Sylvain Wiltord, de maker van het tweede doelpunt van de Fransen. Hij won met Les Bleus de strijd om de FIFA Confederations Cup 2003, en maakte tijdens dat toernooi de openingstreffer tegen Nieuw-Zeeland (5-0).
| Interlanddoelpunten | Interlanddoelpunten | Interlanddoelpunten | Interlanddoelpunten              | Interlanddoelpunten | Interlanddoelpunten | Interlanddoelpunten | Interlanddoelpunten |
| Nr.                 | Datum               | Locatie             | Wedstrijd                        | Goal(s)             | Score               | Uitslag             | Wedstrijd           |
| ------------------- | ------------------- | ------------------- | -------------------------------- | ------------------- | ------------------- | ------------------- | ------------------- |
| 1                   | 20/11/2002          | Parijs              | Frankrijk – Servië en Montenegro | 70'                 | 3 – 0               | 3 – 0               | Vriendschappelijk   |
| 2                   | 30/04/2003          | Parijs              | Frankrijk – Egypte               | 79'                 | 5 – 0               | 5 – 0               | Vriendschappelijk   |
| 3                   | 22/06/2003          | Saint-Denis         | Frankrijk – Nieuw-Zeeland        | 17'                 | 1 – 0               | 5 – 0               | Confederations Cup  |

## Erelijst
AJ Auxerre
- Coupe de France

2003
 Frans voetbalelftal
- Confederations Cup

2003